# Radu Sabo
Radu Sabo (n. 13 septembrie 1971, Cluj, România) este un jucător de fotbal român retras din activitate.

## Cariera de antrenor
Radu Sabo a început să antreneze la Sanatatea Cluj , dar din 2009 este antrenorul secund al clubului U Cluj unde joacă pe postul de atacant .